# Girls (singel Sugababes)
"Girls" – piosenka pop stworzona przez Annę McDonald, Nicole Jenkinson, Allena Toussainta i Keishę Buchanan na szósty album studyjny brytyjskiego girlsbandu Sugababes, Catfights and Spotlights (2008). Wyprodukowany przez Si Hulberta oraz Melvina Kuitersa i zawierający wstawkę nagrania "Here Come the Girls" Erniego K-Doe'a, utwór wydany został jako pierwszy singel promujący krążek dnia 6 października 2008 w Wielkiej Brytanii.
Singel zawiera remiksy stworzone przez Freda Falke, Dennisa Christophera i Funkermana. Obecnie utwór jest grany na liście A radia BBC Radio 1. Singel znalazł się w Top 20 oficjalnych notowań w Wielkiej Brytanii, Irlandii.

## Recenzje
Portal Popjustice napisał, iż "jedną ze sprytnych rzeczy, którą wykorzystali producenci to to, że "Girls" nie brzmi jak dotychczasowe utwory zespołu zawierając w melodii tej piosenki popularne, metaliczne dźwięki, podobne do tych, które tworzy Mark Ronson, ale w porównaniu z wieloma gwiazdami nagrywającymi obecnie muzykę utwór ten jest nienaganny, niestworzony poprzez przymus i właśnie to może zaważyć o tym, że w wielu krajach "Girls" stanie się hitem". Digitalspy wyznał, że "utwór ten jest metaliczny, funkowo-popowy podobny do tych, które tworzy Ronson". Strona dodała także, iż piosenka jest "mądra, chwytliwa i bardzo, bardzo w stylu roku 2008 - i również bardzo ładnie brzmi w radiu".
Recenzent The Guardian skrytykował utwór pisząc, że "słuchając po raz pierwszy nowego singla Sugababes spełniły się moje wszystkie obawy. Zespół ten stracił swoje ostre i nieobliczalne melodie popowe, a stał się tak samo przewidywalny jak Atomic Kitten".

## Wydanie singla
W Wielkiej Brytanii singel zadebiutował dwa tygodnie przed oficjalną datą premiery na płycie kompaktowej, sprzedając się jedynie dzięki systemowi digital download, na pozycji #8. Tydzień później singel znalazł się cztery miejsca wyżej, aby w trzecim tygodniu od debiutu objąć, jako najwyższą pozycję #3 na UK Singles Chart. "Girls" to jedyny główny singel promujący album jaki wydał zespół, który nie zajął miejsca #1 na oficjalnym, brytyjskim notowaniu od czasów albumu One Touch, kiedy to singel "Overload" znalazł się na pozycji #6. W Irlandii piosenka zajęła, jako najwyższe miejsce #12.

## Teledysk
Dnia 28 sierpnia 2008 brytyjska gazeta Daily Mirror opublikowała w jednym z artykułów zdjęcia z nagrania do teledysku ukazujące scenę członkiń Sugababes tańczących w nocnym klubie. Teledysk do "Girls" miał premierę dnia 6 września 2008 na stacji muzycznej Channel 4. Klip ukazuje dziewczęta tańczące i śpiewające w jednym z alternatywnych klubów. Podczas trwania piosenki na planie zjawia się coraz to więcej tancerzy, kiedy to w czasie śpiewanych przez Amelle wersów odgrywa zmysłowy taniec z kobietą natomiast Keisha szydzi z jednego z tancerzy, tworząc z klipu do "Girls" jeden z najbardziej prowokacyjnych teledysków jaki zespół nakręcił.

## Listy utworów i formaty singla
UK iTunes digital singel

(Wydany: 20 września 2008)
1. "Girls" - 3:10
2. "Girls" (Danny Dove & Steve Smart Club Mix) - 6:31
3. "Girls" (Funkerman Mix) - 6:59
4. "Girls" (Fred Falke Short Edit) - 6:56
5. "Girls" (Dennis Christopher Club Mix) - 7:20
6. "Girls" (Dennis Christopher Secret Club Mix) - 6:42
7. "Girls" (Dennis Christopher Secret Dub Mix) - 6:42

UK CD singel

(Wydany: 2008)
1. "Girls" (Radio Edit) - 3:12
2. "Don't Look Back" - 3:10
3. "Girls" (Danny Dove & Steve Smart Club Mix)
4. "Girls" (Dennis Christopher Mix)

UK CD Promo

(Wydany: 2008)
1. "Girls" (Steve Smart & Danny Dove Club Mix) - 6:30
2. "Girls" (Funkerman Mix) - 6:58
3. "Girls" (Fred Falke Radio Edit) - 6:54
4. "Girls" (Dennis Christopher Club Mix) - 7:18
5. "Girls" (Dennis Christopher Secret Club Mix) - 6:41
6. "Girls" (Dennis Christopher Secret Dub Mix) - 6:40
7. "Girls" (Original Radio Edit) - 3:12

UK CD Promo

(SUGASCD1; Wydany: 2008)
1. "Girls" (Radio Edit) - 3:08

## Oficjalne wersje
| Wersja                             | Wydany na                                                 |
| ---------------------------------- | --------------------------------------------------------- |
| Album Version                      | "Girls" singel Catfights and Spotlights                   |
| Danny Dove & Steve Smart Club Mix  | "Girls" singel                                            |
| Dennis Christopher Mix             | "Girls" singel                                            |
| Funkerman Mix                      | "Girls" digital singel (tylko)                            |
| Fred Falke Short Edit              | "Girls" digital singel (tylko)                            |
| Dennis Christopher Secret Club Mix | "Girls" digital singel (tylko)                            |
| Dennis Christopher Secret Dub Mix  | "Girls" digital singel (tylko)                            |
| Wersja Klasa Åhlunda               | darmowo przez digital download z Catfights and Spotlights |

## Pozycje na listach
| Lista przebojów (2008) | Najwyższa pozycja |
| ---------------------- | ----------------- |
| Irlandia Singles Chart | 7                 |
| UK Singles Chart       | 3                 |

## Daty wydania
| Region          | Data                | Format           |
| --------------- | ------------------- | ---------------- |
| Wielka Brytania | 20 września 2008    | digital download |
| Wielka Brytania | 6 października 2008 | CD singel        |
| Australia       | 10 listopada 2008   | digital download |
| Holandia        | 27 lutego 2009      | CD singel        |